# Maximos V Hakim
Maximos V Hakim (Arabisch: مكسيكوس الخامس حكيم) (Tanta, 18 mei 1908 - Beiroet, 29 juni 2001) was een patriarch van Antiochië en een geestelijk leider van de Melkitische Grieks-katholieke Kerk.
Maximos V werd geboren als George Selim Hakim. Zijn opleiding ontving hij aan het bisschoppelijk seminarie van St. Anna in Jeruzalem. Op 20 juli 1930 werd hij tot priester gewijd.
Op 13 maart 1943 werd Hakim benoemd tot bisschop van Akka. Zijn bisschopswijding vond plaats op 13 juni 1943. Toen het bisdom Akka in 1964 werd verheven tot aartsbisdom, werd Hakim de eerste aartsbisschop. 
Na het overlijden van Maximos IV Saigh werd Hakim op 22 november 1967 door de bisschoppelijke synode van de kerk gekozen tot zijn opvolger en patriarch van Antiochië. Hakim nam daarop de naam Maximos aan en werd de vijfde patriarch met deze naam. De keuze van de synode werd op 26 november 1967 bevestigd door paus Paulus VI.
Maximos V Hakim ging op 22 november 2000 met emeritaat. Hij overleed ruim een half jaar later.